# Kaʿb ibn Zuhair
Kaʿb ibn Zuhair (arabisch كعب بن زهير, in älterer Schreibweise auch Kaab ben Sohair; gestorben um 661) ist ein arabischer Dichter der vorislamischen Zeit.

## Leben
Der Überlieferung zufolge gehörte der älteste Sohn des Dichters Zuhair ibn Abi Sulma Rabia al-Muzani (kurz auch Zuhair, Zuhayr oder Sohair) und der Kabs̲h̲a bint ʿAmmār zu sechs Männern, die eine Konversion zum Islam ablehnten. Sein Vater war Autor eines der sieben Gedichte des Muallakat, der großen Sammlung vorislamischer arabischer Poesie. Als zunächst sein Bruder Bujair den neuen Glauben annahm, schrieb ibn Zuhair ein sarkastisches Gedicht und kritisierte das heilige Buch, was bei dem Propheten Mohammed einen so tiefen Zorn auslöste, dass er Zuhair bei der Eroberung Mekkas töten lassen wollte. Die anderen fünf Männer wurden zu Konvertiten. Ibn Zuhair floh in die Wüste und versteckte sich in einer Höhle. Später bereute er dies und schrieb ein Gedicht, verschaffte sich durch eine List Zugang zu Mohammed und rezitierte seine berühmte Rede, die nach den ersten beiden Worten Bānat Suʿād oder Baanat Suʿaad genannt wurde. Er wurde vor allem durch dieses Lobgedicht auf Mohammed berühmt, das zunächst in Latein unter dem Titel Carmen panegyricum in laudem Muhammedis erschien. Dadurch wurde er rehabilitiert und von Mohammed mit dem Mantel des Propheten belohnt, den dieser dem Dichter um die Schultern legte. Alle Mitglieder seiner Familie (die Muzaina) konvertierten zum Islam. Der bekehrte Dichter wurde zu einem der ergebensten Anhänger des Propheten. Der Mantel wurde von den Kindern des Dichters verkauft, gelangte mit den Abbasiden über Bagdad nach Kairo und fiel schließlich in die Hände von Selim I. und kam mit diesem nach Konstantinopel.

## Publikationen (Auswahl)
- Kaʻb ibn Zuhayr: Kitāb al-Sāmī fī al-asāmī. 1273 (arabisch, archive.org).
- Bānat Su'ād. 1582 (arabisch, archive.org – Abschrift von Muḥammad ibn Māshā Allāh).
  - Gerhard Johannes Lette (Hrsg.): Carmen panegyricum in laudem Muhammedis. Nicolaus Moens, Leiden 1748 (Latein, digitale-sammlungen.de), später übersetzt von Friedrich Rückert In: Hamasa. 1. Teil, Zugabe 2 zu Nr. 149.
  - Georg Wilhelm Friedrich Freytag (Hrsg.): Caabi ben-Sohair Carmen in laudem Muhammedis dictum denuo multis coniecturis emendatum, latine versum adnotationibusque illustratum una cum carmine Motenabbii gratulatorio propter novi anni adventum et carmine ex hamasa utroque inedito C. A. Schewtschke, Halle 1823 (Latein, archive.org).